# THE GOLDEN WET FINGERS
THE GOLDEN WET FINGERSは2012年に結成され、2016年まで活動した日本のロックバンド。The Birthdayのチバユウスケと、元The Birthdayのイマイアキノブ、元BLANKEY JET CITYの中村達也を中心とした3人で構成される。略称はGWF。ユニバーサルミュージック所属。

## 概要
メンバーはチバユウスケ、イマイアキノブ、中村達也の3人。
2012年、チバのソロ・プロジェクトであるSNAKE ON THE BEACHから生まれた、映画『赤い季節』が公開され、劇中に架空のバンドとして出演。映画の為の結成であったが、翌年に全国ツアー、アルバムをリリースし、本格的に活動を開始した。

## メンバー
チバユウスケ
ボーカル、ギター担当。1968年7月10日 - 2023年11月26日。全楽曲の作詞を手掛ける。
元THEE MICHELLE GUN ELEPHANT、ROSSO、The Birthdayのメンバー。
イマイアキノブ
ギター担当。1965年7月9日生まれ。
元フリクション、ROSSO、The Birthdayのメンバー。
中村達也
ドラムス担当。1965年1月4日生まれ。
元BLANKEY JET CITYのメンバー。

## 略歴
2012年、チバのソロ・プロジェクト、SNAKE ON THE BEACHから生まれた映画、「赤い季節」の劇中でチバ、イマイ、中村がライヴ・シーンを演じた架空のバンドであり、その活動も期間限定のものとしてスタートした。しかしその後、映画の完成記念イベントに出演した際、チバはバンドの〈解散〉宣言と同時に〈再結成〉を予告。その言葉通り、翌2013年の春には初の全国ツアーを敢行し、5月にはファースト・アルバム『KILL AFTER KISS』をそれぞれ収録内容の異なる2形態（KILL盤／KISS盤）で発表。2015年には2度目の全国ツアー〈DANCE ON FIRE〉を開催。

## 作品

### アルバム

#### オリジナル・アルバム
|     | 発売日        | タイトル                    | 規格   | 規格品番  | 備考                          |
| --- | ------------- | --------------------------- | ------ | --------- | ----------------------------- |
| 1st | 2013年5月1日  | KILL AFTER KISSS            | 12cmCD | TERNG-101 |                               |
| -   | 2013年5月1日  | KILL AFTER KISS [KILL盤]    | 12cmCD | TERNG-100 | オリコン最高16位、登場回数4回 |
| -   | 2013年6月26日 | KILL AFTER KISS [KISS盤]    | 12cmCD | TERNG-99  |                               |
| 2rd | 2016年3月23日 | CHAOS SURVIVE INVADER MK-I  | 12cmCD | TDNR-005  | オリコン最高25位、登場回数4回 |
| 3rd | 2016年10月5日 | CHAOS SURVIVE INVADER MK-II | 12cmCD | TDNR-007  |                               |